# Chellsie Memmel
Chellsie Marie Memmel (ur. 23 czerwca 1988 w West Allis, Wisconsin) – amerykańska gimnastyczka, srebrna medalistka olimpijska z Pekinu.